# 江南七彦
江南七彦，民国时代江南的七位著名国学家。
1920年代，胡翔冬、王伯沆、柳诒徵、黄季刚、王易、汪东、汪辟疆七位国学家汇聚南京，于江南山水之间，文酒登临，吟诗赋辞，古风俨然。江南七彦，加之胡小石、吴瞿安、陈去病、陈匪石、陈伯弢、陈中凡、乔大壮、顾实等共事南雍、同游金陵的国学教授，在民国间留下了大量古典诗词作品。

## 江南七彦
- 胡翔冬
- 黄季刚
- 柳詒
- 王伯沆
- 王易
- 汪东
- 汪辟疆